# 2024-es labdarúgó-Európa-bajnokság (döntő)
A 2024-es labdarúgó-Európa-bajnokság döntőjét Berlinben, az Olimpiai Stadionban játszották 2024. július 14-én, 21 órától. A mérkőzés győztese nyerte a 2024-es labdarúgó-Európa-bajnokságot. A döntőt az akkor háromszoros győztes Spanyolország játszotta a 2021-ben ezüstérmes Anglia ellen.
Anglia mindössze a negyedik válogatott volt a torna történetében, amely sorozatban két döntőbe jutott be, a házigazda Németország és a Szovjetunió után, Spanyolország pedig rekordnak számító negyedik címéért játszott.
A döntőt 2–1-re Spanyolország nyerte, és ezzel története során 4. alkalommal nyerte meg az Eb-t. A spanyol válogatott az első, amely a negyedik címét szerezte és az első olyan Eb-győztes, amely egy tornán az összes mérkőzését megnyerte.

## A helyszín

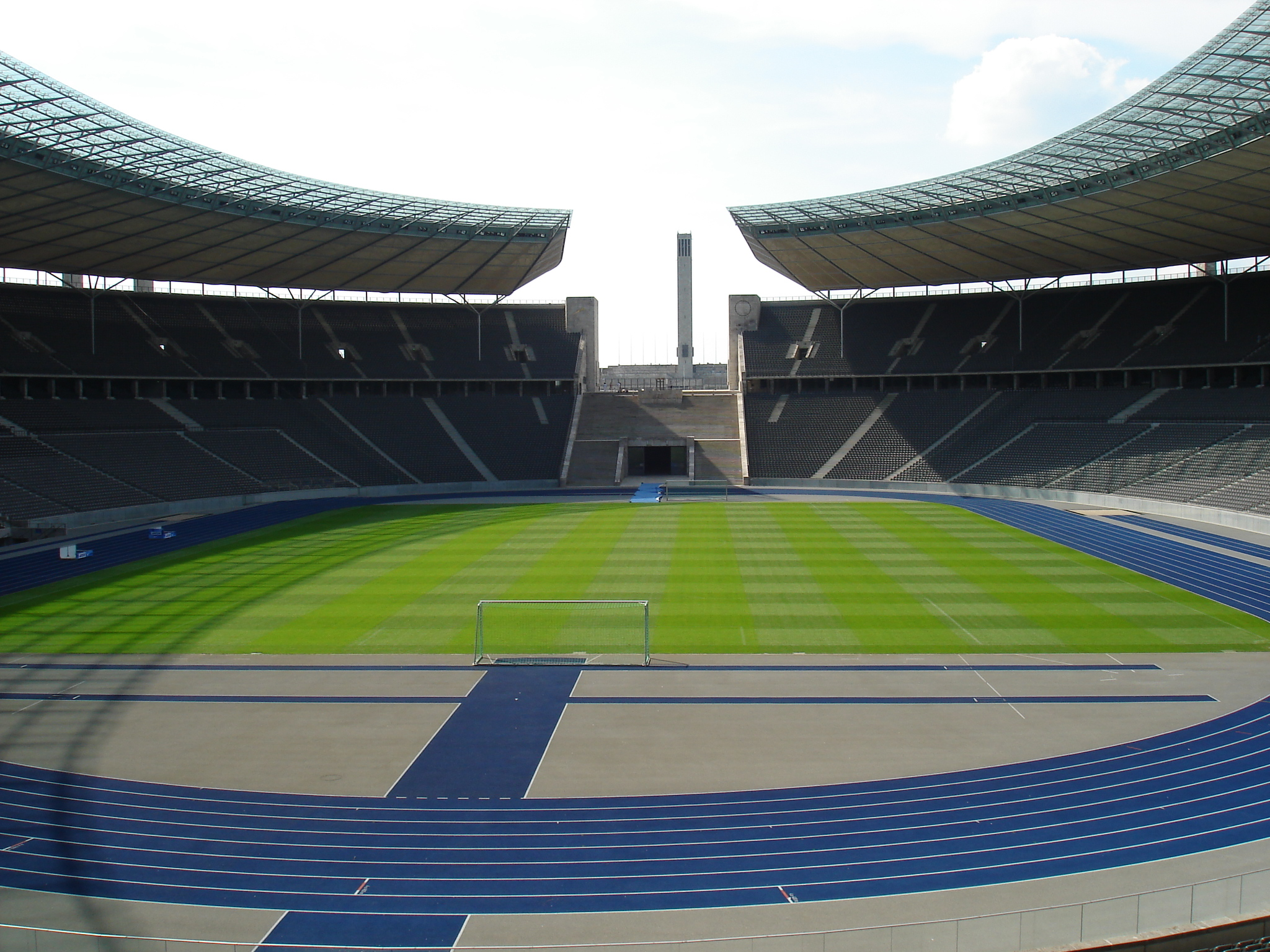
Az Olimpiai Stadion belülről

A döntőt a berlini Olimpiai Stadionban rendezik, Németországban, amely a berlini Olympiaparkban helyezkedik el. 2017. szeptember 15-én jelentette be a német labdarúgó-szövetség, hogy tíz városban rendeznék meg a 2024-es labdarúgó-Európa-bajnokság mérkőzéseit (köztük Berlinben). Az Európai Labdarúgó-szövetség végrehajtó bizottságának 2018. szeptember 27-ei ülésén bejelentették, hogy a 2024-es labdarúgó-Európa-bajnokság házigazdája Németország lesz.
Az Olimpiai Stadiont az 1936-os nyári olimpiai játékokra építették, amelyet 2004−2005-ben felújítottak. A stadion az Olympiastadion Berlin GmbH tulajdona, a Herta BSC itt játssza a hazai mérkőzéseit. A stadionban az 1974-es és a 2006-os labdarúgó-világbajnokság számos mérkőzését játszották, utóbbi esetében a döntőt is Olaszország és Franciaország részvételével. Az Olimpiai Stadion ezen kívül a 2011-es női labdarúgó-világbajnokság egyes mérkőzéseinek, illetve az FC Barcelona és Juventus részvételével zajló 2015-ös UEFA-bajnokok-ligája döntő helyszíne volt.

## Út a döntőig

### Áttekintés
Az eredmények az adott csapat szempontjából szerepelnek.
| Hely. | Csapat        | M | P |
| ----- | ------------- | - | - |
| 1.    | Spanyolország | 3 | 9 |
| 2.    | Olaszország   | 3 | 4 |
| 3.    | Horvátország  | 3 | 2 |
| 4.    | Albánia       | 3 | 1 |

| Hely. | Csapat    | M | P |
| ----- | --------- | - | - |
| 1.    | Anglia    | 3 | 5 |
| 2.    | Dánia     | 3 | 3 |
| 3.    | Szlovénia | 3 | 3 |
| 4.    | Szerbia   | 3 | 2 |

### Spanyolország
Spanyolország az Európa-bajnokságra kilenc mérkőzéséből nyolcat megnyerve jutott ki, csak Skócia ellen szenvedtek vereséget. A tornán a B csoportba kerültek Horvátországgal, a címvédő Olaszországgal és Albániával. Horvátországot 3–0-ra verték meg az Olympiastadionban, Álvaro Morata szerezte meg az első gólt a 29. percben, majd három perccel később Fabián Ruiz megduplázta az előnyt. A végeredményt Daniel Carvajal állította be a 47. percben. Ezen a mérkőzésen Lamine Yamal a kontinenstorna történetének legfiatalabb játékosa lett. Spanyolország ezt követően a rivális Olaszország ellen mérkőzött meg az Arena AufSchalke stadionban, 1–0-ra nyerve Riccardo Calafiori öngóljának köszönhetően. A csoportkört egy újabb 1–0-ás győzelemmel zárták, az albánok ellen, a Merkur Spiel-Arenában. Az egyetlen gólt Ferrán Torres szerezte a 13. percben, Luis de la Fuente edző sokat cserélt az előző kezdőkhöz képest, hiszen a spanyolok már a mérkőzés előtt bebiztosították csoportelsőségüket. A válogatott az egyetlen csapat lett a 2024-es tornán, amely három győzelemmel és ezáltal a megszerezhető 9 ponttal zárta a csoportkört.
Az egyenes kieséses szakaszban az F csoportban harmadik helyen végző, Európa-bajnoki újonc, Grúzia ellen játszottak a spanyolok a RheinEnergieStadionban, 4–1-re megverve a sokkal kevésbé tapasztalt ellenfelüket. A spanyol gólokat Rodri, Fabián, Nico Williams és Dani Olmo szerezték, a 39., 51., 75. és 83. percben. Robin Le Normand 18. percben lőtt öngólja volt a grúzok egyetlen találata. A negyeddöntőben a házigazda németekkel mérkőztek meg az MHPArenában, és hosszabbítás után 2–1-re nyertek. Az 51. percben Olmo talált be, amit követően a 89. percben kiegyenlített Florian Wirtz. Mikel Merino a 119. percben meg tudta nyerni a találkozót, sorozatban másodjára az elődöntőbe küldve a spanyolokat. Az elődöntőben a 2022-es világbajnoki ezüstérmes Franciaország ellen játszottak a spanyolok az Allianz Arenában, akikkel az 1984-es Európa-bajnoki és a 2021-es Nemzetek Ligája döntőben is játszottak, mindkétszer kikapva. Ezúttal viszont diadalmaskodtak a spanyolok, Lamine Yamal és Dani Olmo góljaival, annak ellenére, hogy a franciák szerezték meg a vezetést Randal Kolo Muani találatával. Yamal ezzel a legfiatalabb Európa-bajnoki gólszerző lett. 2012-es döntőjük óta először jutottak a spanyolok a fináléba. Négy döntőjükből hármat nyertek meg (1964: Szovjetunió, 2008: Németország, 2012: Olaszország), csak a franciák tudták legyőzni őket, 1984-ben.

### Anglia
A 2021-ben ezüstérmes Anglia az Európa-bajnokságra a C csoport első helyezettjeként jutott ki, veretlenül, hat mérkőzést megnyerve. A tornán a C csoportba kerültek Dániával, Szlovéniával és Szerbiával. A csoportot Szerbia ellen nyitotta a csapat az Arena AufSchalke stadionban, akik ellen egyetlen győzelmüket szerezték meg a csoportkörben. Jude Bellingham 13. percben szerzett fejesgólja elég volt a győzelemhez. A gólszerző a legfiatalabb játékos lett, aki két Európa-bajnokságon is pályára lépett és a harmadik legfiatalabb gólszerző országa történetében. A második mérkőzést Dánia ellen vívták az angolok, a végeredmény 1–1-es döntetlen lett. A 18. percben Harry Kane találatával kerültek előnybe az angolok a Frankfurt Arenában, mielőtt Morten Hjulmand kiegyenlített. A csoportot egy 0–0-ás döntetlennel zárták az angolok Szlovénia ellen, a RheinEnergieStadionban. Sorozatban negyedik Európa-bajnoki csoportkörüket zárták az angolok veretlenül és történetük során először jutottak tovább sorozatban kétszer az első helyen a csoportjukból.
Az egyenes kieséses szakaszban az E csoportban harmadik helyen végző Szlovákia ellen játszottak az angolok és hosszabbításra volt szükségük 2–1-es győzelmükhöz. Az angolok második látogatása során az Arena AufSchalke stadionba a szlovákok a 90+5. percig vezettek Ivan Schranz találatával, mikor Bellingham kiegyenlített. A hosszabbításban mindössze egy perc kellett az angoloknak, hogy beállítsák a végeredményt, Kane fejelte a labdát a kapuba. Bellingham találata a rendes játékidőben legkésőbb szerzett angol gól volt az Európa-bajnokságok történetében és Kobbie Mainoo lett a legfiatalabb angol, aki az egyenes kieséses szakaszban kezdőként mutatkozott be. A negyeddöntőben Svájccal mérkőztek meg az angolok, ezúttal már a hosszabbítás se volt elég a győzelemhez, büntetőkre volt szüksége a válogatottnak a Merkur Spiel-Arenában. A hosszabbítás után 1–1-re végződő mérkőzésen Bukayo Saka szerezte az angolok egyetlen gólját, míg a svájciakét Breel Embolo lőtte. A büntetőpárbajban hibátlanok voltak az angolok, Cole Palmer, Bellingham, Saka, Ivan Toney és Trent Alexander-Arnold mind betaláltak, míg a másik oldalon Manuel Akanji hibázott. Az elődöntőben Hollandiával játszottak az angolok, Xavi Simons már a hetedik percben megszerezte a vezetést a hollandoknak a Westfalenstadionban. Kane nem sokkal később büntetővel egyenlített, amivel minden idők legsikeresebb gólszerzője lett az Európa-bajnokságok egyenes kieséses szakaszában. A győztes találatot a 90+1. percben szerezte meg Ollie Watkins, sorozatban második döntőjébe küldve az angol válogatottat, mindössze a negyedik nemzetként. Az angolok először szerepeltek döntőben saját országukon kívül, 1966-ban és 2021-ben is a Wembley Stadionban játszották a döntőt.

### Egymás ellen
A két válogatott egymás ellen kontinenstornán legutóbb az 1996-os Európa-bajnokság negyeddöntőjében találkozott, mikor Anglia büntetőkkel nyert 4–2-re, egy 0–0-ás mérkőzést követően. Azon a mérkőzésen a válogatott jelenlegi szövetségi kapitánya, Gareth Southgate kezdett középhátvédként. Spanyolország egyetlen győzelme Anglia ellen egy nemzetközi tornán az 1950-es világbajnokság csoportkörében született, 1–0-ra nyertek.
A két fél tétmérkőzésen legutóbb a 2018–2019-es Nemzetek Ligájában találkozott, az A ligában, mindkét fél idegenben megverte a másikat. Spanyolország 2–1-re nyert a Wembleyben, Anglia 3–2-re az Estadio Benito Villamarinban.
A két válogatott U21-es csapata játszotta a 2023-as U21-es Európa-bajnokság döntőjét, amit Anglia nyert és a 2024-es Európa-bajnoki keretekből szerepelt a mérkőzésen Álex Baena, illetve Cole Palmer és Anthony Gordon.
Kicsit több, mint egy éven belül, a női és utánpótlás-csapatokat is figyelembe véve ez a negyedik tornadöntő a két ország között, a 2023-as U21-es Európa-bajnokság, a 2023-as női világbajnokság és a 2024-es U17-es női Európa-bajnokság után. Anglia egyet, Spanyolország kettőt nyert meg.
| Angol győzelem | Döntetlen | Spanyol győzelem |
| -------------- | --------- | ---------------- |
| 13             | 4         | 10               |

## A mérkőzés előtt

### Jelentős nézők
A döntő előtt a Kensington-palota bejelentéséből kiderült, hogy meg fog jelenni a helyszínen Vilmos walesi herceg, az angol labdarúgó-szövetség elnöke és a brit trón örököse. 2020-ban és 2022-ben is jelen volt az angol válogatott döntői során. Azt is megerősítették, hogy Keir Starmer miniszterelnök is a helyszínen lesz. A spanyol királyi családot VI. Fülöp király és lánya, Zsófia hercegnő képviselték.

### Fellépők
A Meduza zenei duó, a OneRepublic amerikai pop-rock együttes és Leony német popénekes fellépett a döntő előtt, előadva Fire című dalukat.

### Játékvezető
2024. július 11-én az UEFA Játékvezető Bizottsága bejelentette, hogy a francia François Letexier vezeti a döntőt. Pályafutása során 65 UEFA-mérkőzést vezetett, ezen a tornán három találkozót a csoportkörben és egyet a nyolcaddöntőben (Spanyolország–Grúzia). A nyitómérkőzésen negyedik játékvezető volt.
A tornát megelőző szezonban több nemzetközi klubsorozatban is vezetett mérkőzést, az UEFA-bajnokok ligájában és az Európa-ligában, a BL-döntőben negyedik játékvezető volt 2024-ben. A 2023-as UEFA-szuperkupát is ő vezette a Manchester City és a Sevilla között. Ő lett a legfiatalabb játékvezető, akit kineveztek az Európa-bajnokság döntőjének vezetésére, mindössze 35 évesen.
Asszisztensei a francia Cyril Mugnier és Mehdi Rahmouni voltak, míg a lengyel Szymon Marciniak a negyedik játékvezető. A videóbírók Jérôme Brisard és Willy Delajod (francia), illetve Massimiliano Irrati (olasz) voltak, míg a tartalék játékvezető a szintén lengyel Tomasz Listkiewicz.

## A mérkőzés

### Részletek
| 2024. július 14. 21:00 |

| Spanyolország              | 2–1               | Anglia     |
| -------------------------- | ----------------- | ---------- |
| Williams 47' Oyarzabal 86' | (0–0) Jegyzőkönyv | Palmer 73' |

| Olimpiai Stadion, Berlin Nézőszám: 65 600 Játékvezető: François Letexier (francia) |

| Spanyolország | Anglia |

| KA                         | 23 | Unai Simón       |     |     |
| JV                         | 2  | Daniel Carvajal  |     |     |
| KV                         | 3  | Robin Le Normand |     | 83' |
| KV                         | 14 | Aymeric Laporte  |     |     |
| BV                         | 24 | Marc Cucurella   |     |     |
| KP                         | 16 | Rodri            |     | 46' |
| KP                         | 8  | Fabián Ruiz      |     |     |
| JSZ                        | 19 | Lamine Yamal     |     | 89' |
| TKP                        | 10 | Dani Olmo        | 31' |     |
| BSZ                        | 17 | Nico Williams    |     |     |
| KCS0                       | 7  | Álvaro Morata    |     | 68' |
| Cserék:                    |    |                  |     |     |
| KP                         | 18 | Martín Zubimendi |     | 46' |
| CS                         | 21 | Mikel Oyarzabal  |     | 68' |
| V                          | 6  | Nacho            |     | 83' |
| KP                         | 6  | Mikel Merino     |     | 89' |
| Szövetségi kapitány:       |    |                  |     |     |
| Luis de la Fuente Castillo |    |                  |     |     |

| KA                   | 1  | Jordan Pickford |       |     |
| KV                   | 2  | Kyle Walker     |       |     |
| KV                   | 6  | Marc Guéhi      |       |     |
| KV                   | 5  | John Stones     | 53'   |     |
| JKP                  | 7  | Bukayo Saka     |       |     |
| KP                   | 4  | Declan Rice     |       |     |
| KP                   | 26 | Kobbie Mainoo   |       | 70' |
| BKP                  | 3  | Luke Shaw       |       |     |
| TKP                  | 11 | Phil Foden      |       | 89' |
| TKP0                 | 10 | Jude Bellingham |       |     |
| KCS                  | 9  | Harry Kane      | 25'   | 61' |
| Cserék:              |    |                 |       |     |
| CS                   | 19 | Ollie Watkins   | 90+1' | 61' |
| KP                   | 24 | Cole Palmer     |       | 70' |
| CS                   | 17 | Ivan Toney      |       | 89' |
| Szövetségi kapitány: |    |                 |       |     |
| Gareth Southgate     |    |                 |       |     |

| A mérkőzés játékosa: Nico Williams Asszisztensek: Cyril Mugnier (francia) Mehdi Rahmouni (francia) Negyedik játékvezető: Szymon Marciniak (lengyel) Tartalék játékvezető: Tomasz Listkiewicz (lengyel) Videóbírók: Jérôme Brisard (francia) Willy Delajod (francia) Massimiliano Irrati (olasz) | Szabályok - 90 perc - 30 perc hosszabbítás, ha szükséges - Büntetőpárbaj, ha továbbra is döntetlen - Legfeljebb 15 megnevezett cserejátékos - Legfeljebb 5 cserelehetőség, egy hatodik hosszabbítás esetén. A csapatoknak három, hosszabbítás esetén négy alkalmuk van cserélni, amelybe nem tartozik bele a félidő, a hosszabbítás előtti és a hosszabbítás félidei szünete. |

### Statisztika
|                    | Spanyolország | Anglia |
| ------------------ | ------------- | ------ |
| Gól                | 0             | 0      |
| Összes lövés       | 4             | 3      |
| Kapura tartó lövés | 0             | 1      |
| Védés              | 1             | 0      |
| Labdabirtoklás     | 66%           | 34%    |
| Szöglet            | 6             | 1      |
| Szabálytalanság    | 6             | 2      |
| Les                | 0             | 0      |
| Sárga lap          | 1             | 1      |
| Piros lap          | 0             | 0      |

|                    | Spanyolország | Anglia |
| ------------------ | ------------- | ------ |
| Gól                | 2             | 1      |
| Összes lövés       | 10            | 6      |
| Kapura tartó lövés | 5             | 2      |
| Védés              | 1             | 3      |
| Labdabirtoklás     | 59%           | 41%    |
| Szöglet            | 4             | 1      |
| Szabálytalanság    | 5             | 3      |
| Les                | 1             | 0      |
| Sárga lap          | 0             | 2      |
| Piros lap          | 0             | 0      |

|                    | Spanyolország | Anglia |
| ------------------ | ------------- | ------ |
| Gól                | 2             | 1      |
| Összes lövés       | 14            | 9      |
| Kapura tartó lövés | 5             | 3      |
| Védés              | 2             | 3      |
| Labdabirtoklás     | 63%           | 37%    |
| Szöglet            | 10            | 2      |
| Szabálytalanság    | 11            | 5      |
| Les                | 1             | 0      |
| Sárga lap          | 1             | 3      |
| Piros lap          | 0             | 0      |